# Majid Majidi
Cet article possède un paronyme, voir Magid Magid.
 (décembre 2023).
Si vous disposez d'ouvrages ou d'articles de référence ou si vous connaissez des sites web de qualité traitant du thème abordé ici, merci de compléter l'article en donnant les références utiles à sa vérifiabilité et en les liant à la section « Notes et références ».
Majid Majidi (en persan : مجید مجیدی), né le 17 avril 1959 à Téhéran, est un réalisateur, scénariste et producteur iranien.

## Biographie
Né en 1959 dans une famille de la classe moyenne à Téhéran, Majid Majidi commence à 14 ans à jouer dans une troupe de théâtre amateur. Il étudie ensuite à l'Institut d'art dramatique de Téhéran.
Après la révolution iranienne, il joue dans plusieurs films, notamment Boycott de Mohsen Makhmalbaf (1985).
Ses débuts en tant que réalisateur et scénariste datent de 1992, avec le film Baduk, son premier long métrage qui est présenté au Festival de Cannes et qui gagne plusieurs prix en Iran. Depuis, il a écrit et réalisé plusieurs films qui ont reçu des récompenses de niveau mondial, comme Bacheha-ye āsemān (Les Enfants du ciel) en 1997 qui remporte le prix de la meilleure image du festival des films du monde de Montréal et qui est nommé à l'Oscar du  meilleur film étranger.
Son film Rang-e Khoda (1999) remporte aussi le prix de la meilleure image du festival international de films de Montréal. Aux États-Unis, il est sélectionné parmi les 10 meilleurs films de l'année en 2000 et y établit un record au box-office pour un film iranien.
Son long métrage Barān (La Pluie) reçoit sept récompenses au festival du film de Fajr en février 2001 et le prix de la meilleure image au 25e festival des films du monde de Montréal en 2001.

## Filmographie
- 1981 : Enfejar  (Explosion)
- 1984 : Hoodaj
- 1988 : Rooz-e Emtehan (Jour d'examen)
- 1989 : Yek rooz bā Asirān (Un jour avec les prisonniers de guerre)
- 1992 : Baduk (fa)
- 1993 : Akharin Abadi (Le dernier village)
- 1996 : Le Père (fa) (Pedar)
- 1996 : Khoda Miāyad (Dieu viendra)
- 1997 : Les Enfants du ciel (Bachehā-ye āsemān)
- 1999 : La Couleur du paradis (Rang-e Khoda)
- 2001 : Le Secret de Baran (Bārān)
- 2002 : Pieds nus jusqu'à Hérat (fa) (Pa berahneh ta Herat)
- 2003 : Olympik tu urdugah (Les jeux olympiques dans un camp)
- 2005 : Le Saule pleureur (fa) (Bid-e majnoun)
- 2008 : Le Chant des moineaux (Âvâz-e gonjeshk-hâ)
- 2015 : Mohammad, le Messager de Dieu (Mohammad Rasulollah)
- 2017 : Au-delà des nuages (fa)
- 2020 : Les Enfants du soleil (Khorshid)